# Corunna (Michigan)
Corunna település az Amerikai Egyesült Államok Michigan államában, Shiawassee megyében, melynek megyeszékhelye is. Lakosainak száma 3046 fő (2020. április 1.).

## Népesség
A település népességének változása:

| 2010 | 3 497 |
| 2020 | 3 046 |